# Азербайджансько-грузинські відносини
Азербайджансько-грузинські відносини (азерб. Azərbaycan-Gürcüstan münasibətləri, груз. აზერბაიჯანულ-ქართული ურთიერთობები) — історичні і поточні двосторонні відносини між Азербайджаном і Грузією.
Між цими двома державами встановлено дипломатичні відносини на рівні посольств — азербайджанського у Тбілісі та грузинського в Баку, а також генеральних консульств — азербайджанського в Батумі та грузинського в Гянджі. 
Обидві країни раніше були республіками Радянського Союзу, а нині є повноправними членами Ради Європи, Організації з безпеки і співробітництва в Європі та Організації Чорноморського економічного співробітництва. Обидві держави належать до співзасновників ГУАМ.
Відносини між двома країнами тісні та дружні. Колишній президент Грузії Міхеїл Саакашвілі схарактеризував взаємини як «усяк, хто проти Азербайджану чи Грузії є ворогом обох наших країн».
Азербайджанці в Грузії становлять найчисельнішу меншину в цій країні, налічуючи 284 761 осіб або 6,5% населення Грузії, мешкаючи переважно у Квемо Картлі, Кахеті, Шида Картлі і Мцхета-Мтіанеті. У столиці Тбілісі також мешкає велика азербайджанська громада. Грузинська меншина в Азербайджані менш чисельна і відома як інгілойці.

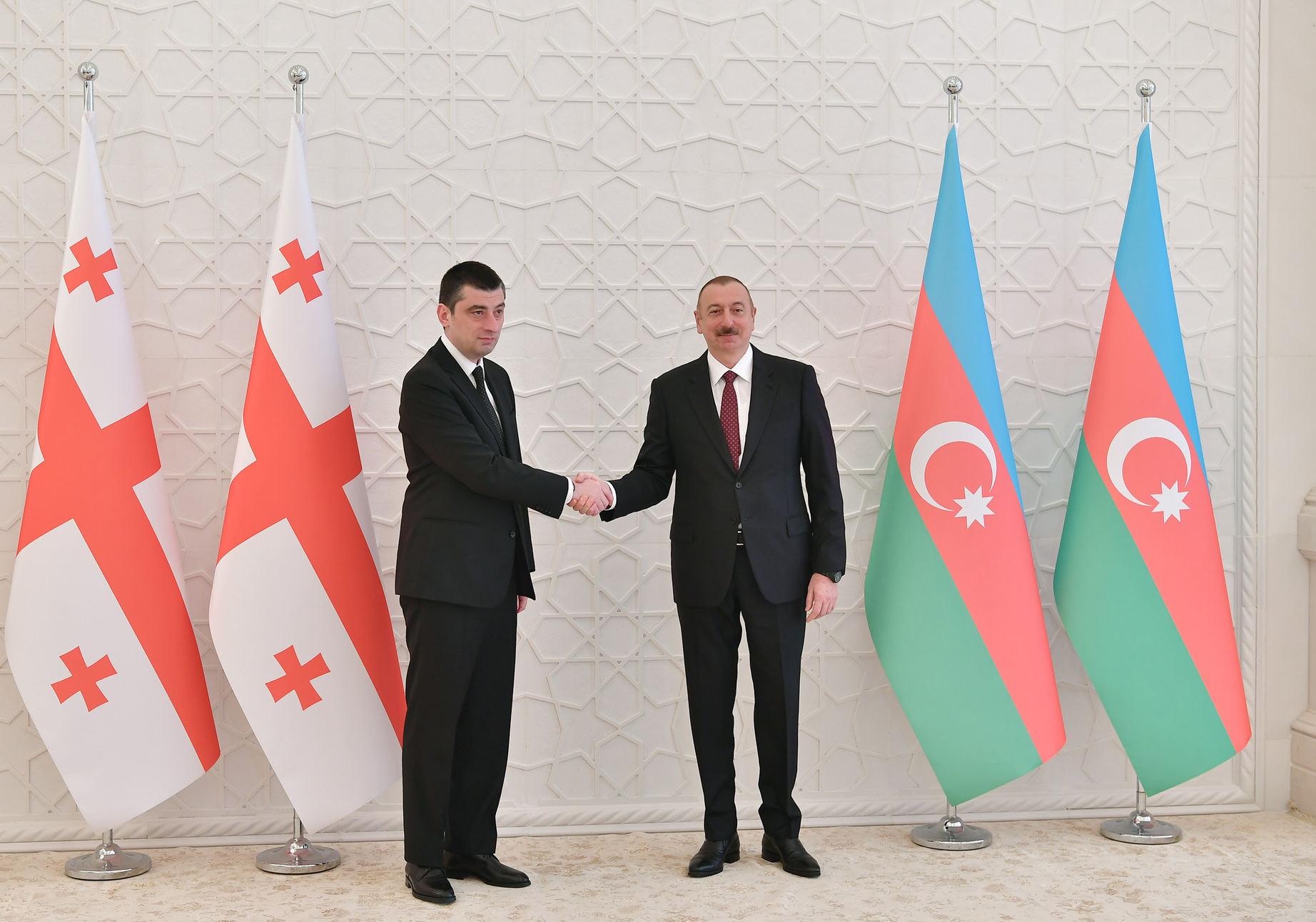
Зустріч президента Азербайджану Ільхама Алієва з прем’єр-міністром Грузії Георгієм Гахарія у Баку, 9 жовтня 2019 р.

## Порівняльні дані країн
|                   | Азербайджан                                                                                 | Грузія |
| ----------------- | ------------------------------------------------------------------------------------------- | --- |
| Герб              |                                                                                             | |
| Населення         | 10.027.874                                                                                  | 3.723.464 |
| Площа             | 86.600 км2                                                                                  | 69.700 км2 |
| Густота населення | 115/км2                                                                                     | 57/км2 |
| Столиця           | Баку                                                                                        | Тбілісі |
| Найбільше місто   | Баку — 2.277.500 (агломерація 4.670.740)                                                    | Тбілісі — 1.171.100 (агломерація 1.485.293) |
| Устрій            | унітарна змішана республіка з панівною партією                                              | унітарна парламентська конституційна республіка |
| Офіційні мови     | азербайджанська                                                                             | грузинська |
| Поточний керівник | Президент Ільхам Алієв Прем'єр-міністр Алі Асадов                                           | Президент Саломе Зурабішвілі Прем'єр-міністр Іраклі Гарібашвілі                                                                                     |
| Основні релігії   | 96,9% іслам, 3% християнство, 0,1% Інше                                                     | 83,4% православ'я, (Грузинська православна церква), 10,7% іслам, 3,9% орієнтальні православні церкви, 0,8% римо-католицька церква, 1,2% жодної/інше |
| Етнічні групи     | 91,60% азербайджанці, 2,02% лезгини, 1,35% вірмени, 1,34% росіяни, 1,26% талиші, 2,43% інші | 86,8% грузини, 6,2% азербайджанці, 4,5% вірмени, 0,7% росіяни, 2,1% інші                                                                            |
| ВВП (номінал)     | 45,284 млрд доларів США (4 498 доларів на душу населення)                                   | 17,83 млрд доларів США (4 285 доларів на душу населення)                                                                                            |
| ВВП (ПКС)         | 189,050 млрд доларів (18 793 доларів на душу населення)                                     | 46,05 млрд доларів (12 409 доларів на душу населення)                                                                                               |

## Історія
Грузія та Азербайджан підтримують теплі відносини з моменту першого створення своїх незалежних держав у 1918 році. 16 червня 1919 року Азербайджанська Демократична Республіка і Демократична Республіка Грузія підписали перший оборонний договір проти білих військ Добровольчої армії генерала Денікіна, які погрожували розпочати наступ на їхніх кордонах. Попри територіальний спір за Закатальський район і занепокоєння Грузії з приводу підтримки Азербайджаном короткочасної Південно-Західної Кавказької Республіки, дві самостійні держави підтримували мирні відносини у буремні роки громадянської війни в Росії. Коли Азербайджан у квітні 1920 року окупували більшовицькі війська, кілька членів азербайджанської політичної еліти переїхали до Грузії, яка на початку 1921 року також не встояла перед натиском радянських військ. 1922 року обидві держави стали союзними республіками СРСР, де теж підтримували добросусідські відносини.
1991 року як Азербайджан, так і Грузія відновили свою незалежність, а 18 листопада 1992 року між ними були встановлені дипломатичні відносини. Прагнучи збалансувати регіональні інтереси, 10 жовтня 1997 року Азербайджан і Грузія стали двома з чотирьох членів-засновників Організації демократії та економічного розвитку. Країни широко співпрацюють у регіональних проєктах розвитку енергетики, транспорту та економічного партнерства, як-от нафтопровід Баку — Тбілісі — Джейхан, залізниця Карс-Тбілісі-Баку, TRACECA, ЧЕС. Регіональний військовий і безпековий альянс Грузії та Азербайджану розвивається за  програмою НАТО «Партнерство заради миру» та відповідно до спільного захисту із Туреччиною трубопроводу Баку—Тбілісі—Джейхан.